# Bendigo Joss House Temple
Bendigo Joss House Temple is een Chinese tempel in Bendigo, Victoria, Australië. Het is het oudste nog bestaande Chinese religieuze gebouw in Australië. De tempel werd eind jaren zestig van de 19e eeuw gebouwd door Chinese Australiërs. De tempel is gewijd aan Guan Di, de Chinese god van welvaart en oorlog. De tempel is elke dag geopend van 11 tot 16 uur, behalve op Kerstmis.
De tempel bevat behalve het beeld van Guan Di, ook beelden van Confucius, Guanyin en Siddharta Gautama Boeddha.